# Europa Universalis 4
Europa Universalis 4 (stylisé Europa Universalis IV) est un jeu de grande stratégie historique développé par la société suédoise Paradox Development Studio et édité par Paradox Interactive.
Le jeu propose de diriger un pays parmi plusieurs centaines de disponibles, allant de l'Amérique précolombienne à l'Europe à l'aube de la Renaissance, et d'en gérer l'économie, la diplomatie, la technologie et l'armée du 11 novembre 1444 (lendemain de la bataille de Varna) au 2 janvier 1821 (après le congrès de Vienne).
Du fait du contexte historique du jeu (Grandes découvertes et colonisation du Nouveau Monde), l'exploration et la colonisation deviennent des points majeurs du système de jeu. Le jeu dispose également d'un mode multijoueur jouable simultanément par 256 joueurs.
Sa sortie fut annoncée le 10 août 2012 en marge de la Gamescom et eut lieu le 13 août 2013 sur Windows, OS X et Linux. Il est la suite de Europa Universalis 3 et le quatrième opus de la série Europa Universalis.

## Système de jeu
Le joueur a la possibilité de contrôler plusieurs centaines de pays (ceux-ci pouvant varier en fonction de la date de départ) à n'importe quelle date de la période allant du 11 novembre 1444 au 2 janvier 1821. L'exploration et la colonisation occupent une place majeure dans le système de jeu, l'aspect exploration étant notamment représenté par une carte du monde dont l'essentiel est caché par un brouillard de guerre (terra incognita) en début de partie quel que soit le pays choisi. Elle se révèle au fur et à mesure de la progression dans le temps, soit par des expéditions menés par des explorateurs (devant être débloqués au moyen de doctrines), soit par l'achat de cartes auprès d'autres pays, soit enfin par la simple diffusion de la connaissance du Nouveau Monde. Contrairement à d'autres jeux, la plupart des évènements historiques présents dans le jeu ne sont pas prévus pour se produire à une date spécifique au lieu de quoi un système demandant que certaines conditions soient réunies pour que tel événement se produise fut introduit. Ceux-ci, parfois déterminants au niveau continental (entre autres "Le mariage ibérique" et "La mort du Roi de Bourgogne"), sont par ailleurs complétés par une série d'événements génériques pouvant advenir quelle que soit la nation jouée et l'état d'avancement de la partie.
L'écran principal est une carte du monde en trois dimensions vue de dessus, le joueur peut, via cet écran, voir les informations d'une province ou déplacer ses unités militaires par exemple. Plusieurs filtres sont disponibles, permettant au joueur de pouvoir analyser, par exemple, la topographie d'un terrain, l'économie d'une province, ou, tout simplement, les frontières entre les différents États. Celle-ci a d'ailleurs été revue afin de ressembler à celle de Crusader Kings 2. L'action se déroule en temps réel, le joueur peut cependant accélérer, ralentir ou mettre en pause l'écoulement du temps.
Plusieurs aspects du jeu sont novateurs dans la franchise Europa Universalis. En premier lieu, le commerce a été totalement repensé, puisque l'envoi manuel ou automatique de marchands dans des centres de commerce -qui pouvait conduire à ce qu'un pays très faible ou un pays situé à l'autre bout du monde puisse dominer le commerce d'une région donnée- a été remplacé par un système de puissance commerciale, dans lequel le revenu qu'un État obtient d'un centre de commerce dépend des provinces qu'il y détient (certaines provinces, notamment à l'embouchure de fleuves confèrent plus de puissance que les autres), des navires de commerce qu'il y déploie et des doctrines commerciales qui améliorent son efficacité commerciale. Les doctrines furent aussi remodelées puisque désormais organisées par groupes; lesquels définissent de manière irrévocable les grandes orientations que le joueur veut donner à son pays (qualité/quantité de l'armée, armée/marine, diplomatie/bellicisme), joueur qui ne peut donc plus aussi facilement promouvoir deux orientations contradictoires comme c'était le cas dans les opus précédents. Les doctrines et idées nationales ne sont plus désormais gratuites après l'obtention de la technologie mais doivent comme ces dernières être acquises via un système de points qui constitue par ailleurs l'élément majeur du gameplay d'Europa Universalis 4. En effet, contrairement aux trois premiers opus où les technologies étaient acquises grâce à de l'argent, elles le sont dans ce celui-ci à travers ces points gagnés grâce aux compétences du monarque dans la branche considérée -Administration, Diplomatie, Militaire avec entre 0 et 6 points par mois- auxquels s'ajoutent 3 points automatiquement et des points générés par des conseillers (jusqu'à 5 points, avec l'addition de la fonctionnalité de promouvoir les conseillers pour en gagner 2 points supplémentaires)) dont les services sont cependant coûteux. Elles sont aussi moins nombreuses (32 contre 70), et les avantages qui en découlent doivent faire choisir au joueur s'il privilégie leur développement ou celui des doctrines, dont certaines sont également très profitables. Enfin, la diplomatie est beaucoup moins aléatoire qu'auparavant puisque à l'ancien système d'acceptation aléatoire (et obscur) des propositions diplomatiques a été substitué un système beaucoup plus clair fondé sur un système d'équilibre entre motifs d'acceptation et de refus: si les premiers prévalent la demande est acceptée et inversement.
Les différentes extensions ont ajouté un nombre considérable de nouvelles évolutions, allant de religions beaucoup plus travaillées et déterminées qui affectent désormais le gameplay des pays, permettant de varier celui-ci selon les pays, aux interactions avec les Ordres qui ajoutent un volet supplémentaire à la série: celui de la gestion interne du pays et de l'équilibre des pouvoirs en son sein ou encore à la multiplication de ceux-ci qui freinent l'expansion du joueur lequel devra en effet faire face s'il est trop expansionniste à une coalition de ses voisins.

### Modes de jeu
Il existe deux manières de jouer :
- Le mode classique. Le joueur peut choisir sa difficulté, sauvegarder à son gré, et même changer de pays joueur.
- Le mode "Iron man", plus difficile. Le joueur ne peut compter que sur les trois sauvegardes automatiques annuelles et il lui est interdit de changer de pays. À noter que seul ce mode permet de remporter les succès Steam.

### Scénarios historiques
Si le joueur peut allègrement décider de l'année de départ de sa partie et de son pays, des scénarios préétablis existent et proposent au joueur de prendre le contrôle de puissances majeures à l'aube d'une guerre européenne ou d'un événement historique important. Ainsi le joueur peut commencer sa partie en choisissant n’importe quelle nation, proposée comme intéressante ou non parmi les scénarios suivants :
- « L'essor des Ottomans » le 11 novembre 1444 ;
- « Chute de Constantinople, » le 29 mai 1453 ;
- « Un nouveau monde ! » le 1er janvier 1492 ;
- « Guerre de la Ligue de Cambrai » le 10 décembre 1508 ;
- « Guerre de Quatre-Vingts Ans » le 23 janvier 1579 ;
- « Guerre de Trente Ans » le 23 mai 1618 ;
- « Guerre de succession d'Espagne » le 1er septembre 1701 ;
- « Guerre de la Quadruple Alliance » le 17 décembre 1718 ;
- « Guerre de Sept Ans » le 15 mai 1756 ;
- « Révolution Américaine » le 4 juillet 1776 ;
- « Révolution Française » le 14 juillet 1789 ;
- « France Révolutionnaire » le 21 septembre 1792.

À noter qu'avec les extensions qui suivront, trois autres scénarios apparaissent à la date de départ et proposent de jouer d'autres états que les puissances européennes, amenant le joueur à songer à un début de partie en Amérique (Les premières nations), en Afrique de l'Ouest (Les empires du désert) ou en Asie Orientale (Royaumes d'Orient).

## Multijoueur
Le multijoueur fonctionne à l'aide d'un « Network Code » qui, fonctionnant avec Steamworks, ne nécessite plus l'ouverture de ports spécifiques.
Les parties multijoueur fonctionnent avec un système de matchmaking remplaçant les méta-serveurs (en), ce qui permet à un joueur de rejoindre une partie même si celle-ci a déjà débutée. Il est également possible d'inviter un ami à rejoindre la partie, qu'elle soit multijoueur ou même solo (via le « hotjoin » activable dans les options), ainsi que de permettre à plusieurs joueurs de diriger le même pays.
Les serveurs sont également paramétrables. Ainsi, un serveur « public » permettra à n'importe qui de rejoindre une partie en cours par exemple.
Enfin, le multijoueur bénéficie d'un chat offrant notamment la possibilité aux joueurs de discuter dans plusieurs salons en simultané.

## Développement
L'idée d'un quatrième opus à la série a commencé à émerger en 2010 après la sortie de l'extension Divine Wind de Europa Universalis 3, l'équipe a été formée fin 2011 et le développement a ainsi débuté 
L'objectif était d'améliorer la jouabilité en améliorant l'interface de jeu.

## DLC et extensions
Un grand nombre d'extensions sont sorties pour le jeu au fil des années. Ceux-ci se concentrent généralement à améliorer significativement certains aspects spécifiques des mécaniques de jeu. Ils sont complètement optionnels et souvent accompagnés de patchs gratuits. D'autres contenus téléchargeables plus mineurs sont également sortis, apportant des ajouts plus mineurs comme de nouveaux sprites ou de nouvelles musiques.
Depuis mars 2022, il est possible de jouer avec tous les DLC, même les mineurs, moyennant un abonnement sans avoir à les acheter directement
Le tableau suivant décrit les principaux ajouts des extensions du jeu :
| Nom                    | Date de sortie    | Description |
| ---------------------- | ----------------- | --- |
| Conquest of Paradise   | 14 janvier 2014   | Cette extension se caractérise notamment par l'ajout de la possibilité de générer un continent entièrement aléatoire à chaque partie en lieu et place de l'Amérique pour accentuer le sentiment d'exploration et de découverte du joueur, ainsi que des améliorations de gameplay au niveau de la colonisation et des Amérindiens. |
| Wealth of Nations      | 29 mai 2014       | Cette extension modifie la façon de gérer le commerce colonial par le truchement d'un nouveau système de compagnies à chartes (pour l'Asie et l'Afrique), l'inclusion d'un port de commerce métropolitain d'où canaliser les échanges commerciaux internationaux, l'ajout de corsaires, de nouvelles possibilités quant aux conflits commerciaux en plus de modifier légèrement les combats navals. |
| Res Publica            | 16 juillet 2014   | L'extension ajoute de nouveaux types de gouvernements et de nouvelles idées. La manière de gouverner des républiques et des dictatures a aussi été révisée, notamment dans le cas de la République des Provinces-Unies. Finalement, quelques retouches ont été apportées au système de commerce. |
| Art of War             | 30 octobre 2014   | Elle apporte de nombreuses améliorations au système de combat, à la diffusion du Protestantisme en Europe ainsi qu'aux options diplomatiques offertes avec une emphase mise sur la Guerre de Trente Ans et les guerres napoléoniennes. De plus, la gestion des rébellions est revue de fond en comble, et le nombre de provinces du jeu est considérablement augmenté, de façon à rendre toutes les régions du monde aussi détaillées que l'Europe. Selon Johan Andersson, plus de 900 provinces ont été ajoutées à la carte. |
| El Dorado              | 26 février 2015   | Elle se concentre sur la conquête du Nouveau Monde par les Espagnols et les mécaniques de jeu des nations sud-américaines. De nouveaux systèmes sont ajoutés au jeu, tels que les flottes au trésor ou encore l'exploration du Nouveau Monde. Enfin de nouveaux évènements historiques, notamment le traité de Tordesillas, font leur apparition dans le jeu. |
| Common Sense           | 9 juin 2015       | Elle se concentre notamment sur le gouvernement (parlementarisme, villes libres d'Empire), la religion (guerres de religion, protestantisme en Europe, théocraties) et la diplomatie. |
| The Cossacks           | 1er décembre 2015 | Elle se concentre notamment sur les Hordes, ainsi que les états (noblesse, clergé, bourgeoisie) dans les nations, et sur la diplomatie (provinces d'intérêt, attitude amicale ou hostile envers les nations jouées par l'IA), ainsi que la foi Tengri et la politique vis-à-vis des natifs américains. Cette extension impose le système de points de faveur. Le joueur doit s'attirer les faveurs de ses alliés pour que ceux-ci acceptent de l'accompagner dans des guerres d'agression. Les points de faveur s'accumulent avec le temps à condition que l'alliance soit effective ou sont gagnés lorsque le pays est appelé par ses alliés à rejoindre sa guerre et qu'il y participe. Ils sont d'autant plus faciles à acquérir que la puissance du pays est grande par rapport à son allié. Ce système avantage donc les pays puissants face aux petits pays, qui n'ont souvent pas l'armée suffisante pour pouvoir engager des guerres seuls. Il avantage aussi les alliances durables, car les points de faveur s'accumuleront plus rapidement si l'alliance est ancienne que si elle est récente. Ce mécanisme rend plus difficile les comportements opportunistes du joueur qui consistent à contracter des alliances pour une seule guerre puis les rompre à la fin de la guerre, quand le joueur n'a plus besoin de son allié. |
| Mare Nostrum           | 5 avril 2016      | Le nom vient de l'expression latine « mare nostrum » utilisée par les romains pour parler de la Méditerranée. Elle se focalise plus particulièrement sur les aspects liés à la Méditerranée. Le concept de mission maritime est ajouté. Il y a des nouveautés pour les actions d'espionnage. Il y a l'ajout d'un système de ligue commerciale et de piraterie. |
| Rights of Man          | 11 octobre 2016   | Le DLC et le patch incorporent un nouveau système de grandes puissances où les 8 nations les plus puissantes sont classées Grandes Puissances et accèdent à de nouvelles options diplomatiques comme obliger des nations mineures à rompre leur alliance avec une autre Grande Puissance. L'extension retravaille également le système de régence et ajoute une personnalité explicite aux dirigeants de chaque état, affectant certaines de leurs décisions. |
| Mandate of Heaven      | 6 avril 2017      | Mandate of Heaven, nommé ainsi d'après l'ancien concept politique chinois, se concentre sur l'amélioration de la région d'Asie de l'Est et contient de nouvelles mécaniques pour la dynastie Ming, ainsi que la possibilité pour les états alentour de réclamer le titre d'Empereur de Chine. Il y a aussi de nouvelles mécaniques de méritocratie chinoise, la possibilité pour les tribus mandchous de lever des bannières, ainsi qu'un nouveau système de Shogunat japonais avec des événements qui permettent au Japon de devenir plus isolationniste ou non. On voit également l'apparition des « âges » correspondants aux différentes périodes historiques incluant : l'Âge de la découverte et de la colonisation de l'Amérique, la réforme et les conflits religieux en Europe, la politique absolutiste française et les révolutions du XVIIIe siècle en France et en Amérique. Le patch gratuit 1.20 Ming, qui est sorti en même temps que l'extension, rajoute une nouvelle mécanique d'absolutisme ainsi qu'une nouvelle mécanique sur la dévastation des provinces. |
| Third Rome             | 3 août 2017       | Le nom vient de l'expression « Moscou, troisième Rome ». Elle se concentre sur l'amélioration de la région de la Russie. Elle améliore principalement le gameplay de la Moscovie et du Novgorod. Il y a entre autres l'introduction du concept de métropolite et la modification du système de gouvernement pour les pays russes (le tsar a de nouvelles possibilité de réformes et il a maintenant la possibilité de revendiquer un état entier). De nouvelles troupes spéciales russes ont été ajoutées : les Streltsy. Les États russes peuvent maintenant coloniser certaines régions (notamment en Sibérie) sans risque de révolte locale. Les graphismes liés aux régions russes ont été modifiés. |
| Cradle of Civilization | 16 novembre 2017  | Elle se focalise sur le Moyen-Orient. Différents courants de pensée islamiques peuvent désormais être choisis, ce qui accorde certains bonus. Elle ajoute le système de professionnalisme de l'armée qui modifie l'efficacité de celle-ci sur le champ de bataille. Lors des temps de paix, ces armées peuvent être entraînées par des généraux. Certains événements et décisions historiques propres aux pays de cette région font leurs apparition. |
| Rule Britannia         | 20 mars 2018      | Elle se focalise sur la Grande-Bretagne. Elle inclut notamment un nouveau système de points d'innovation et une possibilité de spécialiser les forces navales d'un pays. |
| Dharma                 | 6 septembre 2018  | Elle se focalise sur la péninsule indienne. De nouveaux arbres de missions et événements historiques spécifiques à certains pays de cette région y sont ajoutés. L'ajout principal est celui de la conception d'un gouvernement par le joueur à travers des réformes. Le système de compagnies à charte ainsi que la possibilité d'investir dans des compagnies commerciales font partie des nouveautés. |
| Golden Century         | 11 décembre 2018  | Elle se focalise sur la péninsule ibérique. Elle ajoute différentes mécaniques telles que l'expulsion des minorités vers les colonies ainsi que l'établissement des ordres religieux catholiques. De nouveaux arbres de mission sont rajoutés pour les pays du Maghreb et de la péninsule ibérique. Le système des Républiques pirates y est inclus avec leurs propres caractéristiques de gouvernement. Les flottes peuvent désormais assiéger les forts côtiers en bombardant les remparts. Enfin, on peut désormais nommer des vaisseaux amiraux au sein de nos flottes, offrant différents bonus. |
| Emperor                | 9 juin 2020       | Cette extension ajoute du contenu pour l'empereur du Saint-Empire romain ainsi qu'à la papauté. Elle se focalise donc sur l'Autriche et l'Italie. |
| Leviathan              | 27 avril 2021     | Cette extension ajoute des nations en Océanie, en Asie du Sud-Est et en Amérique du Nord et ajoute de nouvelles mécaniques de centralisation de l'état. |
| Origins                | 11 novembre 2021  | Cette extension retravaille certaines religions et se focalise sur l'Afrique subsaharienne et la Corne de l'Afrique. |
| Lions of the North     | 13 septembre 2022 | Cette extension ajoute une grande quantité de contenu pour les pays baltes et scandinaves. |
| Domination             | 18 avril 2023     | Cette extension ajoute une grande quantité de contenu pour les grands empires. |
| King of kings          | 6 novembre 2023   | Cette extension ajoute une grande quantité de contenu pour le moyen-orient et l'empire Byzantin. |
| Winds of change        | 8 mai 2024        | Cette extension ajoute une grande quantité de contenu pour plusieurs nations en Amérique et en Europe. |

## Réception
Le jeu a reçu de bonnes critiques sur la majorité des magazines et site spécialisés, et les joueurs ont également émis des avis plutôt positifs. La refonte du moteur de jeu, baptisé "Clausewitz 2.5 Engine", ainsi que l'amélioration de l'interface, a notamment permis de rendre le jeu plus attractif pour les nouveaux joueurs. Il a notamment obtenu une moyenne de 87 % sur la base de 34 critiques sur le site Metacritic.

## Éditions
Au fur et à mesure de la sortie des extensions, des éditions de plus en plus complètes sont disponibles. Les deux premières éditions du jeu disponibles sont, :
- Standard, contenant le jeu de base sans aucun contenu téléchargeable ;
- Extreme, contenant le jeu de base ainsi que le contenu téléchargeable Digital Extreme Edition Upgrade Pack.

Par exemple, il est possible d'acheter en novembre 2017 une édition Europa Universalis IV: Collection composée de l'édition Extreme et 42 autres composants sortis ensuite pour 118,13 euros.